# Liste der kubanischen Botschafter in Japan
Die Botschaft befindet sich an Adresse 1-28-4, Higashi-Azabu, Minato-ku, Tokio (35° 39′ 19,56″ N, 139° 44′ 38,27″ O).
| Ernannt / Akkreditiert | Name                                | Bemerkung | ernannt während der Regierung von | akkreditiert während der Regierung von | Posten verlassen |
| ---------------------- | ----------------------------------- | --- | --------------------------------- | -------------------------------------- | ---------------- |
| 1921                   | Miguel Ángel de la Campa y Caraveda | außerordentlicher Gesandter und Ministre plénipotentiaire in Tokio, (* 8. Dezember 1882 in Havanna) Sohn von Maria Caraveda Pérez und Miguel Campa Alvarodiaz. Studierte am Colegio de Belén | Alfredo Zayas y Alfonso           | Takahashi Korekiyo                     | 1923             |
| 1936                   | Gustavo Enrique Mustelier y Galán   | außerordentlicher Gesandter und Ministre plénipotentiaire, Generalkonsul Tokio, (* 27. Dezember 1881 in Santiago de Cuba), 1930: Generalkonsul in Batavia, bis 1936 Generalkonsul in Belfast | Miguel Mariano Gómez              | Hirota Kōki                            | 1940             |
| 1959                   | Mario Alzugaray Ramos Izquierdo     | (* 19. März 1912 in Havanna; † November 1961 ebenda) | Manuel Urrutia Lleó               | Kishi Nobusuke                         | Nov. 1961        |
| Nov. 1961              | Guillermo León Antich               | | Osvaldo Dorticós Torrado          | Ikeda Hayato                           | 1967             |
| 1974                   | Mario García Incháustegui           | 17. Januar 1976: Kubas erster Botschafter in Kuala Lumpur | Osvaldo Dorticós Torrado          | Miki Takeo                             | 4. Dez. 1977     |
| 1975                   | Enrique Arrieta Lara                | Geschäftsträger | Osvaldo Dorticós Torrado          | Miki Takeo                             |                  |
| Apr. 1978              | José Armando Guerra Menchero        | (* 9. Mai 1942 in Santiago de Cuba, † 27. November 2007 in Havanna) 1988–1999: Botschafter in Peking, 1999: Viceministro de Relaciones Exteriores.                                           | Fidel Castro                      | Ōhira Masayoshi                        | Nov. 1978        |
| Nov. 1984              | Amadeo Blanco Valdés Fauly          | [ 3 ] | Fidel Castro                      | Nakasone Yasuhiro                      | Aug. 1989        |
| 1991                   | Eduardo Delgado Bermudez            | (* 20. Februar 1943), 2002–2009: Generaldirektor des Außenministeriums, 2009–2013: Botschafter beim Heiligen Stuhl                                                                           | Fidel Castro                      | Miyazawa Kiichi                        | 4. Dez. 1995     |
| 1993                   | Rene Pierre Cavallo                 | | Fidel Castro                      | Hosokawa Morihiro                      |                  |
| 1996                   | Ernesto Melendez Bachs              | 23. Oktober 2007: Botschafter in Reykjavík. | Fidel Castro                      | Hashimoto Ryūtarō                      | 2000             |
| 3. Feb. 2003           | Orlando Hernandez Guillen           | | Fidel Castro                      | Koizumi Jun’ichirō                     | 2007             |
| 14. Sep. 2008          | José Fernández de Cossío            | | Raúl Castro                       | Asō Tarō                               | 13. Aug. 2012    |
| 22. Nov. 2012          | Marcos Rodríguez Costa              | 14 Jun 1999: Botschafter in Pretoria, 2007:Stellvertretender Außenminister. | Raúl Castro                       | Noda Yoshihiko                         |                  |